# Chaetodipus nelsoni
Chaetodipus nelsoni е вид бозайник от семейство Торбести скокливци (Heteromyidae).

## Разпространение
Видът е разпространен в Мексико (Дуранго, Коауила де Сарагоса, Сакатекас, Сан Луис Потоси, Халиско и Чиуауа) и САЩ (Ню Мексико и Тексас).